# Nyctemera angalensis
Nyctemera angalensis är en fjärilsart som beskrevs av Matsumura 1930. Nyctemera angalensis ingår i släktet Nyctemera och familjen björnspinnare. Inga underarter finns listade i Catalogue of Life.